# Championnat de Serbie masculin de handball
Le Championnat de Serbie, ou Superliga, est le plus haut niveau des clubs masculins de handball en Serbie. Il a été créé en 2006 après la dissolution de la Serbie-et-Monténégro et fait ainsi suite au Championnat de Serbie-et-Monténégro qui a lui-même suivi le Championnat de Yougoslavie en 1992.
Vainqueur de son huitième championnat consécutif en 2021, le Vojvodina Novi Sad est le club le plus titré.

## Palmarès
| Saison    | Champion                                        | Vice-champion                                   | Troisième                                       |
| --------- | ----------------------------------------------- | ----------------------------------------------- | ----------------------------------------------- |
| 2006-2007 | Étoile rouge de Belgrade (1)                    | Partizan Belgrade                               | RK Proleter Zrenjanin                           |
| 2007-2008 | Étoile rouge de Belgrade (2)                    | RK Kolubara Lazarevac                           | RK Proleter Zrenjanin                           |
| 2008-2009 | Partizan Belgrade (1)                           | RK Kolubara Lazarevac                           | Étoile rouge de Belgrade                        |
| 2009-2010 | RK Kolubara Lazarevac                           | Étoile rouge de Belgrade                        | Metaloplastika Šabac                            |
| 2010-2011 | Partizan Belgrade (2)                           | Étoile rouge de Belgrade                        | RK Kolubara Lazarevac                           |
| 2011-2012 | Partizan Belgrade (3)                           | Vojvodina Novi Sad                              | RK Radnički Kragujevac                          |
| 2012-2013 | Vojvodina Novi Sad (1)                          | Partizan Belgrade                               | RK Vrbas                                        |
| 2013-2014 | Vojvodina Novi Sad (2)                          | RK Radnički Kragujevac                          | Metaloplastika Šabac                            |
| 2014-2015 | Vojvodina Novi Sad (3)                          | RK Spartak Vojput Subotica                      | Metaloplastika Šabac                            |
| 2015-2016 | Vojvodina Novi Sad (4)                          | Metaloplastika Šabac                            | Partizan Belgrade                               |
| 2016-2017 | Vojvodina Novi Sad (5)                          | Dinamo Pančevo                                  | Étoile rouge de Belgrade                        |
| 2017-2018 | Vojvodina Novi Sad (6)                          | RK Železničar Niš                               | Partizan Belgrade                               |
| 2018-2019 | Vojvodina Novi Sad (7)                          | Metaloplastika Šabac                            | RK Železničar Niš                               |
| 2019-2020 | Non décerné du fait de la pandémie de Covid-19. | Non décerné du fait de la pandémie de Covid-19. | Non décerné du fait de la pandémie de Covid-19. |
| 2020-2021 | Vojvodina Novi Sad (8)                          | Partizan Belgrade                               | Metaloplastika Šabac                            |
| 2021-2022 | Vojvodina Novi Sad (9)                          | Partizan Belgrade                               | RK Radnički Kragujevac                          |
| 2022-2023 | Vojvodina Novi Sad (10)                         | Partizan Belgrade                               | Metaloplastika Šabac                            |
| 2023-2024 | Vojvodina Novi Sad (11)                         | Metaloplastika Šabac                            | Partizan Belgrade                               |
| 2024-2025 | Partizan Belgrade (4)                           | Vojvodina Novi Sad                              | Metaloplastika Šabac                            |

## Bilan par club
| Rang  | Club                     | Serbie | Serbie                                                           | Serbie-et-Monténégro | Serbie-et-Monténégro               | Yougoslavie | Yougoslavie                              | Total |
| Rang  | Club                     | Titres | Saisons                                                          | Titres               | Saisons                            | Titres      | Saisons                                  | Total |
| ----- | ------------------------ | ------ | ---------------------------------------------------------------- | -------------------- | ---------------------------------- | ----------- | ---------------------------------------- | ----- |
| 1     | Vojvodina Novi Sad       | 11     | 2013, 2014, 2015, 2016, 2017, 2018, 2019, 2021, 2022, 2023, 2024 | 1                    | 2005                               | 0           | -                                        | 12    |
| 2     | Partizan Belgrade        | 4      | 2009, 2011, 2012, 2025                                           | 6                    | 1993, 1994, 1995, 1999, 2002, 2003 | 0           | -                                        | 10    |
| 3     | Étoile rouge de Belgrade | 2      | 2007, 2008                                                       | 5                    | 1996, 1997, 1998, 2004, 2006       | 2           | 1955, 1956                               | 9     |
| 4     | RK Kolubara Lazarevac    | 1      | 2010                                                             | 0                    | -                                  | 0           | -                                        | 1     |
| 5     | Metaloplastika Šabac     | 0      | -                                                                | 0                    | -                                  | 7           | 1982, 1983, 1984, 1985, 1986, 1987, 1988 | 7     |
| 6     | RK Crvenka               | 0      | -                                                                | 0                    | -                                  | 1           | 1969                                     | 1     |
| 7     | RK Proleter Zrenjanin    | 0      | -                                                                | 0                    | -                                  | 1           | 1990                                     | 1     |
| Total | Total                    | 18     | 2007-2025                                                        | 12                   | 1993-2006                          | 11          | 1953-1991                                | 37    |